# ام هریر
ام‌هریر (به عربی: أم هریر) یک منطقهٔ مسکونی در امارات متحده عربی است که در امارت دبی واقع شده‌است. ام‌هریر ۲٫۳ کیلومتر مربع مساحت و ۴٬۴۲۸ نفر جمعیت دارد.